# Apache Wave
Апач вејв је био пројекат представљен од стране Гугла 27. маја 2009. године на конференцији Google I/O.
У основи то је веб апликација и рачунарска платформа, која има за циљ да уједини електронску пошту (имејлове), чет поруке, викије и друштвене мреже. Софтверски додаци обезбеђују контекстуалну проверу правописа и граматике, аутоматски превод језика и друге функционалности.
Лансиран је током 2009. године, а угашен је 30. априла 2012. године.